# Notgeld
Nota de dez milhões de marcos Notgeld emitida 
pela cidade alemã de Tréveris em 1923. A nota foi desenhada por Fritz Quant e inclui uma visão de 
Tréveris de acordo com uma gravura em cobre de Matthäus Merian (1646).
Notgeld foi uma peculiar saída encontrada para a falta de dinheiro corrente que existiu principalmente nos países germânicos na Europa central (Alemanha e Áustria), durante e logo após a Primeira Grande Guerra, ficando conhecida na sua abrangência pelo nome em alemão Notgeld ou dinheiro de emergência.

## Histórico

### O Problema
Em 1914 a Europa estava abalada pelo início da guerra, nações inteiras jogaram suas economias nela. O meio circulante mais comum baseava-se em moedas metálicas, metal valioso em uma época em que as guerras eram disputadas com canhões e baionetas; Com a falta de recursos minerais, muitos países da Europa central começaram a retirar moedas de circulação para serem utilizadas na indústria bélica. A escassez de moedas havia de ser compensada.

### A Solução
A emissão de papel-moeda com valores menores era a resposta, porém o grande problema era a dificuldade de centralizar-se a emissão, especialmente pelo volume de cédulas que haveriam de ser emitidas. A concessão do direito de emissão a municipalidades, institutos creditícios, governos locais (estados e municípios) e empresas, para que estes emitissem e colocassem cédulas em circulação, foi a saída viável. Surge então a expressão Notgeld, o dinheiro de emergência, pela sua forma reduzida de apresentação, prazo de validade, restrição geográfica de circulação e, inicialmente, valor também reduzido. A apresentação das cédulas era simples e comum, visando apenas suprir a demanda, porém com o prolongamento do uso e as possibilidades de difusão e propagação cultural, as cédulas tornaram-se mais elaboradas em padrões, formas e materiais. A divulgação de histórias e acontecimentos locais, arquitetura e paisagens, mitos e lendas, produtos e pessoas tornou-se comum, por causa de sua grande circulação e podendo ainda conter todo um contexto sociocultural local, que normalmente não é possível em material de circulação nacional. A quantidade de cédulas emitidas chegou a volumes enormes. Entre 1914 e 1923 o Notgeld esteve presente na Alemanha e Áustria, os maiores utilizadores deste recurso e em países com economias satélites, como a Hungria e a Polônia, que também se aproveitaram deste meio para suprir suas necessidades, porém em escala muito menor. Liechtenstein deve as únicas três cédulas que emitiu aos Notgelder, pois era totalmente dependente da economia Austríaca até então.

#### Variação
Sua classificação varia com relação à sua utilização. Com a guerra, alguns dos primeiros Notgelder (plural de Notgeld em alemão) eram chamados de Kriegsgeld ou dinheiro de guerra. Esses juntamente com outras emissões, muitas sem denominação específica, eram conhecidos como Kleingeld, dinheiro miúdo ou troco, pois seu valor raras vezes ultrapassou a unidade monetária da época, sendo, portanto, quase sempre denominados em Pfennig ou Heller, respectivamente a unidade centesimal do Marco (Mark) e da Coroa (Krone), as moedas em circulação na Alemanha e Áustria, respectivamente.
- Kleingeld - O prolongamento da guerra trouxe a escassez de matéria-prima para a confecção das cédulas. O papel tornou-se comum na maioria das cidades com grandes variedades de interessantes cédulas, mas a utilização de materiais alternativos ampliou-se. Tecidos, como linho e a seda de Bielefeld, madeira do Deutscher Handelshilfen Verband (União Alemã de Auxílio ao Comércio) na Prússia e couro de Pößneck tornaram-se comuns.
- Grossgeld - Após a guerra muita agitação, greves, rebeliões e tentativas de golpe geraram dificuldades. As emissões de papel-moeda se intensificaram e o Reichsbank, o então banco central alemão, sem condições de emitir cédulas suficientes, autorizou a emissão de cédulas de valor mais alto para uso local. Com essas emissões de cédulas de valor maior, houve a necessidade de se utilizar um padrão melhor de qualidade e de beleza e materiais mais finamente acabados às cédulas, que se tornaram de grande interesse para colecionadores até os dias de hoje. As cédulas de porcelana da cidade de Meissen e de folhas de alumínio de Lautawerk são excelentes exemplos.

- Inflationsgeld – o colapso - Com as grandes emissões de cédulas e o descontrole, gerado pelo pagamento de altíssimas reparações de guerra, a inflação chega a níveis absurdos. As cédulas com maiores valores expressos existentes até os dias são deste período. A quantidade de cédulas era insuficiente e os Notgelder continuavam a ser emitidos com valores cada vez mais altos. Na Alemanha os preços subiram vertiginosamente - um pedaço de pão chegou a custar quinhentos bilhões de Marcos. Nos portões das fábricas, os operários entregavam de imediato às suas mulheres o dinheiro que recebiam ainda no transcurso do dia, para que ele não perdesse todo seu valor até o fim do expediente. Nesta época a falta de materiais era grande e utilizava-se todo o tipo de sobras; cartas de baralho, cédulas antigas, bilhetes de loteria, formulários etc. serviram para a manufatura de cédulas. Valores altíssimos são encontrados e referências maiores também, como o Goldmark (Marco de ouro). Somente em 1923, o Marco atingiu o valor de um trilhão em relação ao padrão original.Notgeld em forma de moeda de 50 milhões de Marcos da Província da Vestfália, datada de 1923

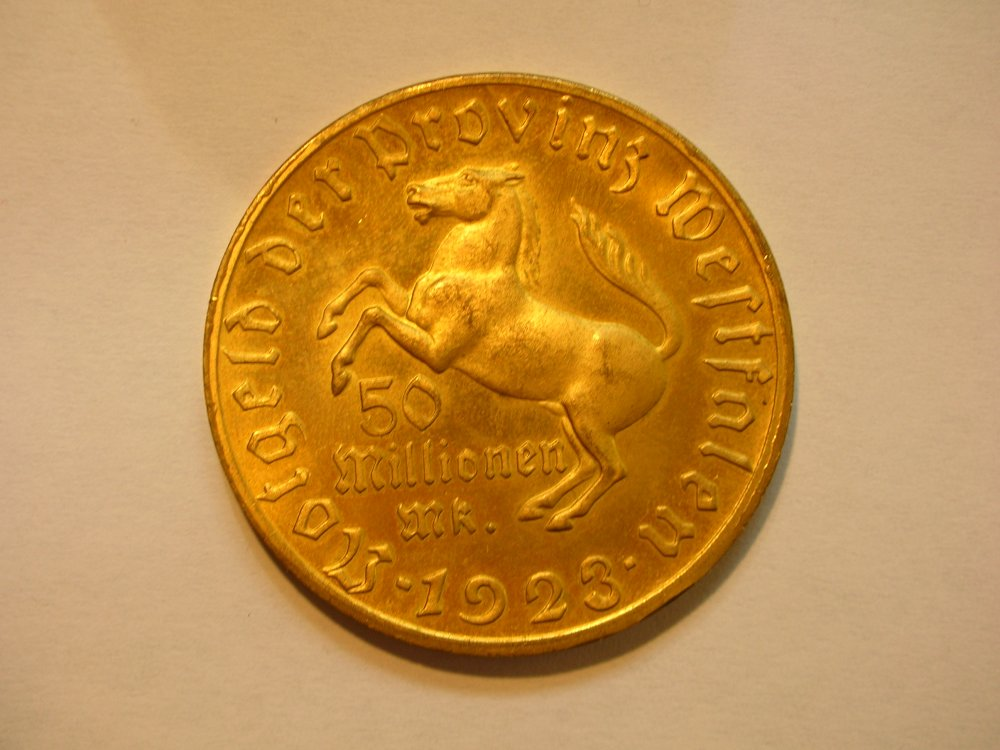
Notgeld em forma de moeda de 50 milhões de Marcos da Província da Vestfália, datada de 1923

### Ocaso
Com o fim da desordem deixada pela guerra e das agitações sociais a Europa central começa a reerguer sua economia. O resgate definitivo do Notgeld foi determinado ainda em 1923 e sua quitação estava concluída dentro de um ano. Notgelder das localidades e instituições de toda a Alemanha, Áustria e países vizinhos, cédulas de emergência antigas, como os vales de controle de abastecimento e papel-moeda de territórios em conflito ficaram, deixando suas expressões destes momentos difíceis e toda a sua cultura acumulada.